# Cratere Mega
Mega  è un cratere sulla superficie di Marte.